# Grand Prix international de Dottignies 2018
La 17e édition du Grand Prix international de Dottignies, dit Mémorial André Lecointre, a eu lieu le 2 avril 2018. La course fait partie du calendrier international féminin UCI 2018 en catégorie 1.2 et de la Lotto Cycling Cup pour Dames 2018. Elle est remportée par l'Italienne Marta Bastianelli.

## Parcours
Le tour fait 20,41 km de long et est parfaitement plat. La course réalise six tours.

## Équipes
| Équipes féminines professionnelles (16)- Alé Cipollini - Aromitalia Vaiano - Bizkaia-Durango - BTC City Ljubljana - Cylance - Doltcini-Van Eyck Sport - Experza-Footlogix - FDJ-Nouvelle Aquitaine-Futuroscope - Health Mate-Cyclelive Team - Hitec Products-Birk Sport - Lotto Soudal Ladies - Sunweb - Movistar Team - Parkhotel Valkenburg-Destil - Servetto-Stradalli Cycle - Valcar PBM Équipe féminines amateur (10)- Autoglas Wetteren - Equano-Wase Zon - Hoop Op Zegen Beveren - Isorex - Jan van Arckel - Jos Feron Lady Force - Keukens Redant - Maaslandster Veris CCN - Loving potatoes-de Jonge Renner - Wielerclub de sprinters Malderen |
| |

## Récit de la course
Comme d'accoutumé, la course se conclut au sprint. Marta Bastianelli le remporte, devant l'Italienne Elisa Balsamo et la Française Pascale Jeuland.

## Classements

### Classement final
| \| Classement général \| Classement général \| Classement général \| Classement général \| Classement général \| \| Coureuse \| Coureuse \| Pays \| Équipe \| Temps \| \| ------------------ \| ------------------------- \| ------------------ \| ---------------------------------- \| ------------------ \| \| 1re \| Marta Bastianelli \| Italie \| Alé Cipollini \| 3 h 10 min 06 s \| \| 2e \| Elisa Balsamo \| Italie \| Valcar PBM \| + 0 s \| \| 3e \| Pascale Jeuland-Tranchant \| France \| Doltcini-Van Eyck Sport \| + 0 s \| \| 4e \| Alba Teruel \| Espagne \| Movistar Team \| + 0 s \| \| 5e \| Maria Vittoria Sperotto \| Italie \| Bepink \| + 0 s \| \| 6e \| Soraya Paladin \| Italie \| Alé Cipollini \| + 0 s \| \| 7e \| Belle De Gast \| Pays-Bas \| Parkhotel Valkenburg \| + 0 s \| \| 8e \| Eugénie Duval \| France \| FDJ-Nouvelle Aquitaine-Futuroscope \| + 0 s \| \| 9e \| Rozanne Slik \| Pays-Bas \| FDJ-Nouvelle Aquitaine-Futuroscope \| + 0 s \| \| 10e \| Kathrin Schweinberger \| Autriche \| Health Mate-Cyclelive Team \| + 0 s \| |                           |          |                                    |                 |
| |                           |          |                                    |                 |
| Source : Cycling Quotient |                           |          |                                    |                 |
| Classement général |                           |          |                                    |                 |
| Coureuse | Coureuse                  | Pays     | Équipe                             | Temps           |
| 1re | Marta Bastianelli         | Italie   | Alé Cipollini                      | 3 h 10 min 06 s |
| 2e | Elisa Balsamo             | Italie   | Valcar PBM                         | + 0 s           |
| 3e | Pascale Jeuland-Tranchant | France   | Doltcini-Van Eyck Sport            | + 0 s           |
| 4e | Alba Teruel               | Espagne  | Movistar Team                      | + 0 s           |
| 5e | Maria Vittoria Sperotto   | Italie   | Bepink                             | + 0 s           |
| 6e | Soraya Paladin            | Italie   | Alé Cipollini                      | + 0 s           |
| 7e | Belle De Gast             | Pays-Bas | Parkhotel Valkenburg               | + 0 s           |
| 8e | Eugénie Duval             | France   | FDJ-Nouvelle Aquitaine-Futuroscope | + 0 s           |
| 9e | Rozanne Slik              | Pays-Bas | FDJ-Nouvelle Aquitaine-Futuroscope | + 0 s           |
| 10e | Kathrin Schweinberger     | Autriche | Health Mate-Cyclelive Team         | + 0 s           |

### Points UCI
| Position           | 1er | 2e | 3e | 4e | 5e | 6e | 7e | 8e à 10e |
| Classement général | 40  | 30 | 25 | 20 | 15 | 10 | 5  | 3        |

## Liste des participantes
- Liste des participantes sur Direct Vélo

### Prix
La course attribue les primes suivantes :
| Position | 1er   | 2e    | 3e    | 4e    | 5e    | 6e   | 7e   | 8e   | 9e   | 10e  |
| Prix     | 326 € | 217 € | 164 € | 136 € | 109 € | 97 € | 87 € | 76 € | 65 € | 53 € |

En sus, les coureuses placées de la 11e à la 14e place gagnent 43 €, la 15e 33 € et celles classées de la 16e à la 20e place reçoivent  22 €.
Le prix des rushs et celui de la montagne attribuent chacun 75, 50 et 25 € aux trois premiers.